# Marie-Guillemine Benoist

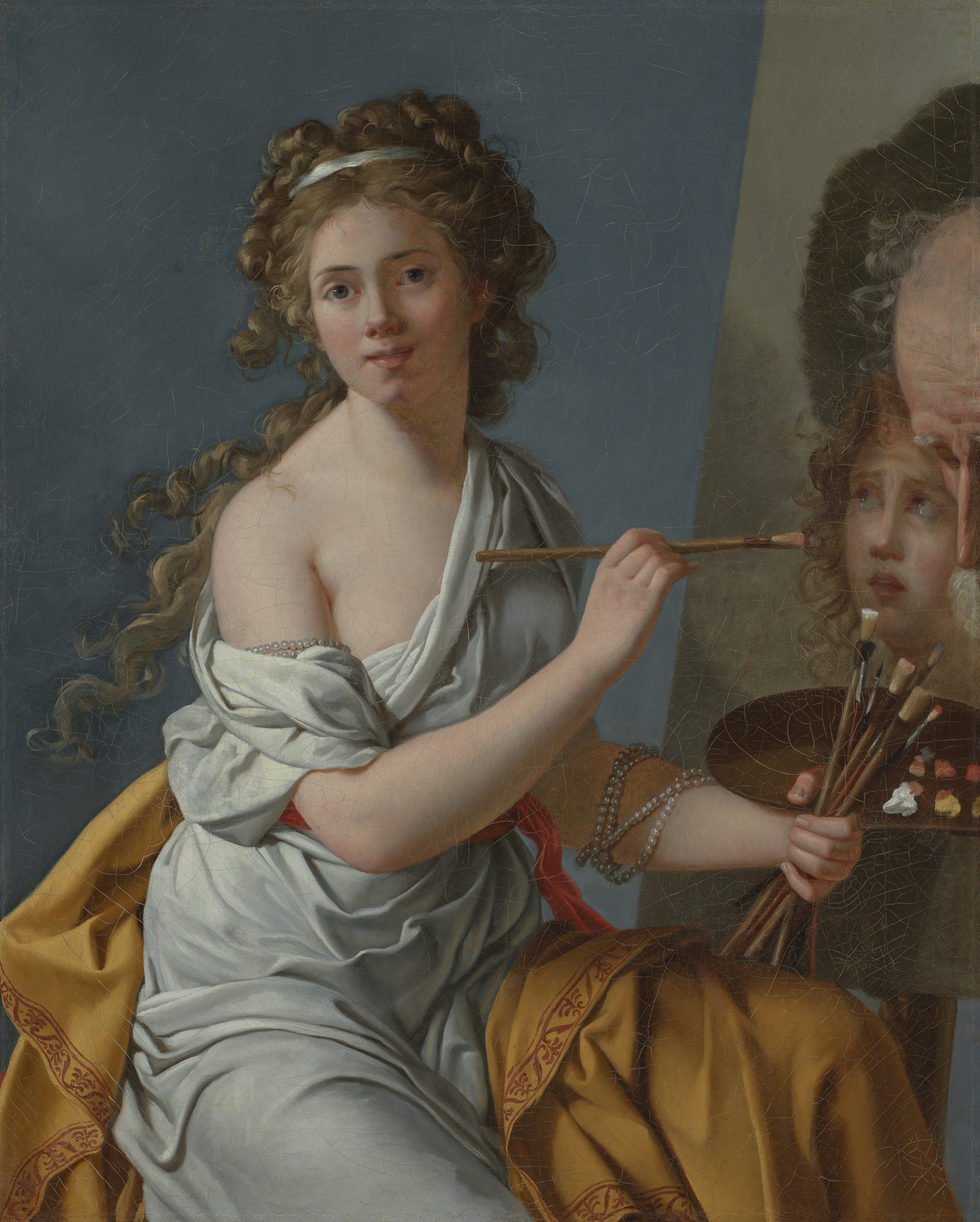
Selbstporträt, Öl auf Leinwand, 1786 (Staatliche Kunsthalle Karlsruhe)

Marie-Guillemine Benoist, geboren als Marie-Guillemine de Laville-Leroux (* 18. Dezember 1768 in Paris; † 8. Oktober 1826 ebenda) war eine französische Malerin des Klassizismus.
Marie-Guillemine Benoist war eine Frau aus aristokratischer Familie. Sie gehörte zu einem damals kleinen Kreis professioneller Malerinnen, dem auch Anne Vallayer-Coster, Élisabeth Vigée-Lebrun, Marguerite Gérard, Adélaïde Labille-Guiard und Marie-Gabrielle Capet angehörten.

## Leben

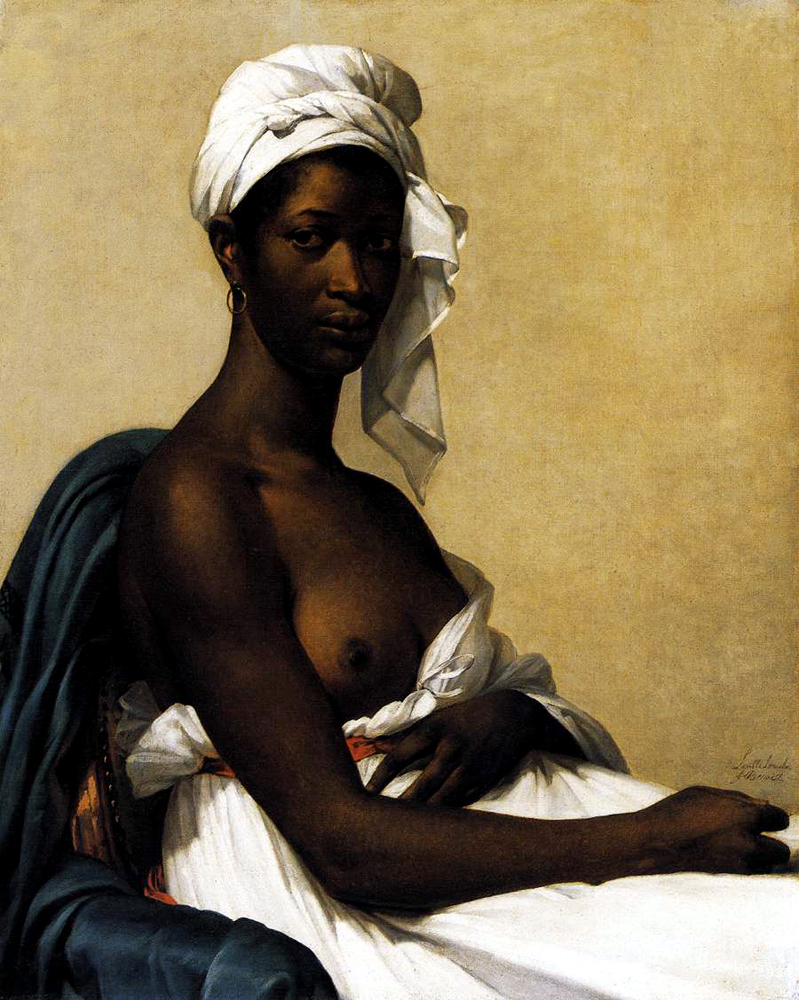
Porträt von Madeleine, Öl auf Leinwand, 1800

Marie-Guillemine de Laville-Leroux wurde als Tochter eines Pariser Beamten geboren, René Delaville-Leroulx. Schon früh erkannten ihre Eltern das Talent ihrer Tochter und im Jahre 1781 begann sie eine Ausbildung bei der bekannten Malerin Élisabeth Vigée-Lebrun. Zusammen mit ihrer jüngeren Schwester Marie-Élisabeth Laville-Leroux (1770–1842) arbeitete sie im Atelier von Jacques-Louis David. 
1793 heiratete sie den französischen Aristokraten und Rechtsanwalt Vincent Pierre-Benoist, Graf von Benoist (1758–1834). Während der Französischen Revolution floh das Ehepaar auf die Karibikinsel Guadeloupe. Mit der Wiederherstellung der Bourbonenmonarchie bekam sie eine staatliche Rente zugesprochen und ihr Ehemann wurde zum Mitglied des Conseil d’État ernannt. 
Ihr bekanntestes Gemälde Portrait d’une négresse zeigte Madame Benoist 1800 im Pariser Salon. Sechs Jahre zuvor war die Sklaverei abgeschafft worden, und dieses Bild wurde zum Symbol der weiblichen Emanzipation und der Menschenrechte. Es ist das Porträt der Madeleine, in Guadeloupe geboren, und eine freigelassene Sklavin. Sie arbeitete als Dienerin für das Siedlerpaar Benoist-Cavay aus Guadeloupe, dessen Schwägerin die Malerin Marie-Guillemine Benoist war. Im Jahr 1818 erwarb der französische König Ludwig XVIII. das Bild. Heute hängt das Gemälde im Musée du Louvre.

## Werke (Auswahl)
| - 1786 Selbstporträt, Staatliche Kunsthalle Karlsruhe - 1791 Psyché faisant ses adieux a sa famille (Abschied der Psyche von ihrer Familie), (Legion of Honor, Fine Arts Museums of San Francisco) - 1791 L'Innocence entre la vertu et le vice, Privatsammlung - 1800 Portrait d’une négresse, Louvre - 1804 Portrait de Napoléon, Gent - 1805 Portrait du Maréchal Brune, zerstört, Kopie im Schloss Versailles | - 1805 Portrait de Marie-Élise, grande duchesse de Toscane, Pinacoteca Nazionale, Lucca - 1807 Portrait de Pauline Borghèse - 1810 Portrait de l’impératrice Marie-Louise, Schloss Fontainebleau - 1810 La lecture de la Bible, Städtisches Museum, Louviers |